# Marknadsränta
En marknadsränta är den ränta en aktör (till exempel en person eller ett företag) är beredd att betala för olika typer av krediter. Den prissätts enligt utbud och efterfrågan.
Den viktigaste marknaden för räntor är de långfristiga lån som ges ut av staten. Den ränta staten betalar för att låna pengar är den riskfria marknadsräntan. Ett viktigt nyckeltal baserat på den riskfria marknadsräntan är statslåneräntan som uttrycker den genomsnittliga marknadsräntan för statsobligationer. En stat behöver aldrig ställa in betalningen för skulder utfärdade i lokal valuta.  
På den svenska obligationsmarknaden emitteras lån utfärdade av hypoteksinstitut, stat och företag. De största köparna av obligationer är svenska och utländska banker, försäkringsbolag och pensionsfonder.